# Benthopecten polyctenius
Benthopecten polyctenius är en sjöstjärneart som beskrevs av Fisher 1913. Benthopecten polyctenius ingår i släktet Benthopecten och familjen nålsjöstjärnor. Inga underarter finns listade i Catalogue of Life.